# Bistum Hamar (römisch-katholisch)

Lage des Bistums Hamar im Erzbistum Nidaros

Das Bistum Hamar  bestand als römisch-katholisches Bistum von 1152 bis 1537.

## Umfang und Zuordnung
Das Bistum war dem Erzbistum Nidaros (Trondheim) zugeordnet und für Ostnorwegen zuständig. Als einziges aller norwegischen Bistümer befand sich sein Gebiet komplett im Binnenland. Sitz des Bischofs war das mittelalterliche Hamar.

## Geschichte
Das Bistum wurde 1152 eingerichtet, indem das Gebiet aus dem Bistum Oslo ausgegliedert wurde. Papst Hadrian IV. bestätigte das 1154.
Das Bistum bestand bis zur Reformation als sich der dänisch-norwegische König 1536 von der römisch-katholischen Kirche trennte und eigene lutherische Staatskirchen für seine Königreiche schuf. Ein Teil der Bischöfe – darunter auch Mogens Lauritssøn, Bischof von Hamar – versuchten Widerstand zu leisten. Der wurde durch Truid Ulfstand, einen Lehensmann des Königs gebrochen, der den Bischof 1537 nach dreitägiger Belagerung seiner Residenz in Hamar gefangen nahm. Damit endete auch das römisch-katholische Bistum Hamar.

## Strukturen
Zentrales Kirchengebäude war der Dom in Hamar. Dort gab es unmittelbar benachbart die Bischofsresidenz. In Hamar bestand weiter ein Dominikanerkloster, das auch eine Schule betrieb, an der Kleriker-Nachwuchs ausgebildet wurde.

## Bischöfe von Hamar

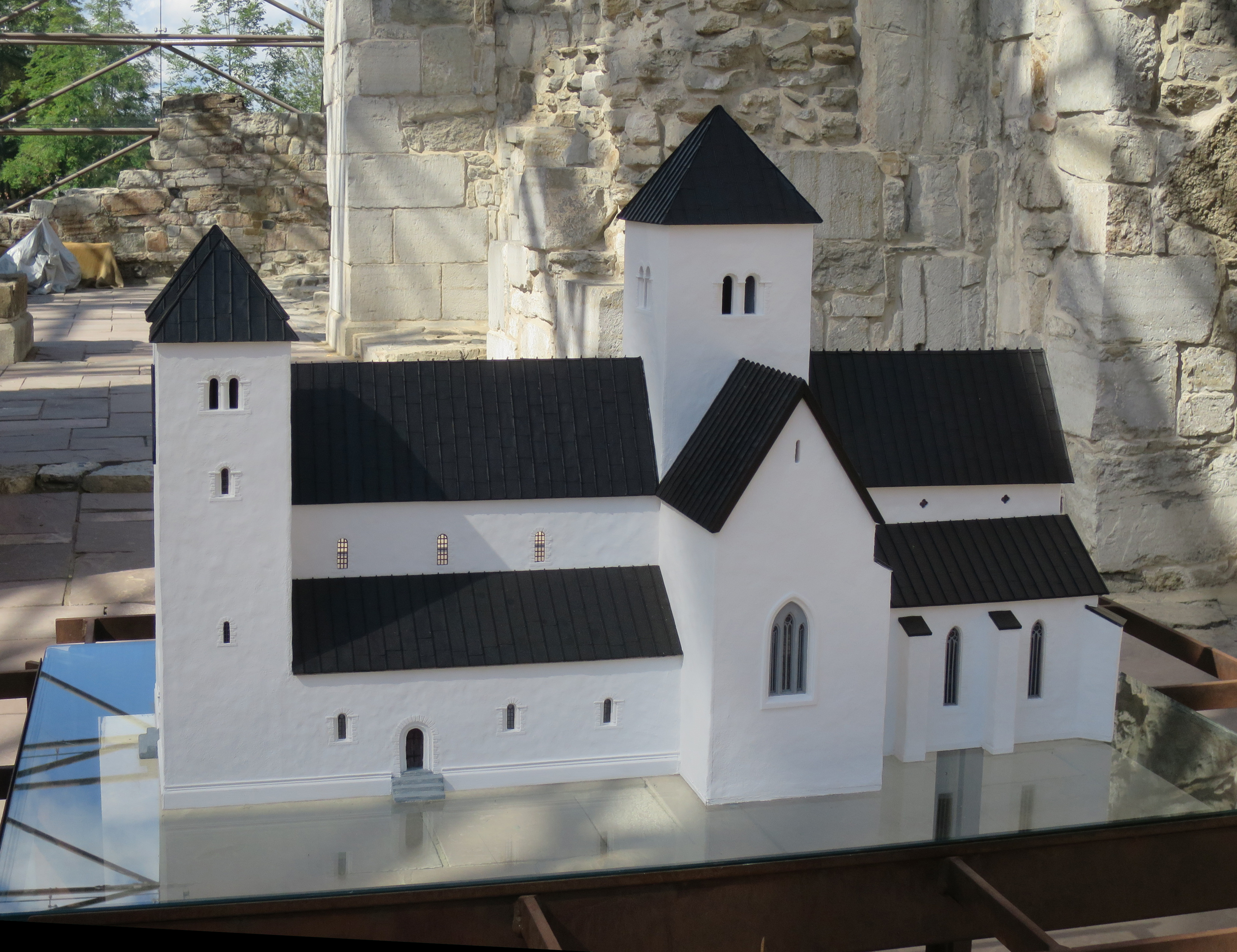
Modell der Bischofskirche in Hamar

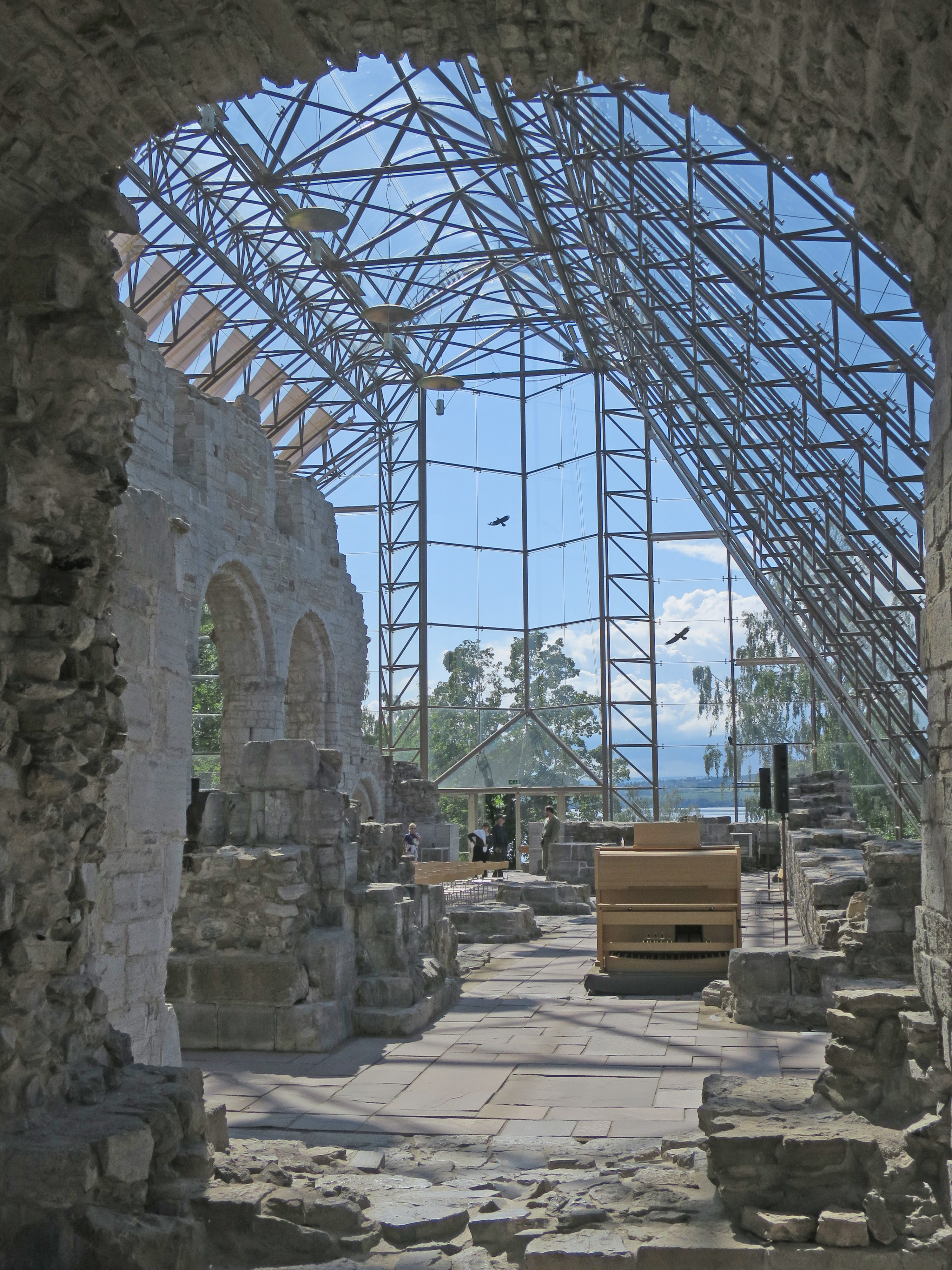
Ruine des Doms von Hamar unter einem Schutzdach

Die folgende Bischofsliste beruht auf der Hamar-Chronik.:
1. Arnalder, 1152–?
2. Ormer
3. Reigner
4. Tord
5. Iver
6. Halvor
7. Poul
8. Peter
9. Gilbert
10. Torfinn bis 1282
11. Jørunder, ab 1288 Erzbischof in Nidaros
12. Torsten
13. Ingvalder bis 1300
14. Botulf bis 1320
15. Halvor bis 1323
16. Haavold bis 1361
17. Magnus bis 1426
18. Anbent bis 1430
19. Sigvor bis 1438
20. Gunder bis 1439
21. Karl Sigers bis 1440
22. Karl bis 1507
23. Hermand bis 1513
24. Mons Lauritssøn bis 1537 († 3. Oktober 1542 im Kloster Antvorskov bei Slagelse, Seeland, Dänemark[4])